# Sapphire Ridge
Sapphire Ridge es un lugar designado por el censo ubicado en el condado de Judith Basin en el estado estadounidense de Montana. En el Censo de 2020 tenía una población de 26 habitantes y una densidad poblacional de 18,57 habitantes por km². Fue incluido como CDP en el censo de 2020. 

## Geografía
Sapphire Ridge se encuentra ubicado en las coordenadas 46°53′11″N 110°15′00″O / 46.88639, -110.25000.Según la Oficina del Censo de los Estados Unidos, tiene una superficie total de 1,40 km², todos correspondientes a tierra firme.